# 文帝元皇后
元皇后（げんこうごう、? - 551年）は、宇文泰（北周の文帝）の夫人。北魏・西魏の公主で、孝武帝の妹にあたる。死後に皇后に追尊された。

## 経歴
広平王元懐の娘として生まれた。平原公主に封ぜられ、開府の張歓（張瓊の子）に嫁いだ。張歓は性格が貪欲で残酷であり、公主に対しても無礼な態度を取り、また公主の侍婢を殺したことがあった。公主は怒って孝武帝に訴え、孝武帝は張歓を捕らえて処刑した。馮翊公主に改封されて、宇文泰の元に嫁ぎ、宇文覚（孝閔帝）を生んだ。大統17年（551年）、死去した
恭帝3年（556年）12月、成陵に合葬された。孝閔帝元年（557年）、北周が建てられると、王后に追尊された。武成元年（561年）、皇后に追尊された。

## 伝記資料
- 『周書』巻9 列伝第1 皇后
- 『北史』巻14 列伝第2 后妃下